# Западно-Индийский хребет
За́падно-Инди́йский хребет — подводный хребет на юго-западе Индийского океана. Относится к срединно-океаническим хребтам.
Длина хребта составляет около 4000 км, ширина — 200—300 км. Преобладающие глубины над гребнем 2000—3000 м, минимальная — 251 м, относительная высота — от 2000 до 1000 м.
На юго-западе хребет соединяется с Африканско-Антарктическим, на северо-востоке — с Аравийско-Индийским и Центральноиндийским хребтами. Поверхность хребта сильно расчленена. Широко развиты выходы коренных, в том числе ультраосновных пород (серпентиниты, перидотиты). Также характерна повышенная сейсмическая активность.